# Koristocetus
Koristocetus — вимерлий рід морських ссавців з родини когієвих. Знайдений в Агуада де Ломас (міоцен Перу).